# Hylaea viridifasciosa
Hylaea viridifasciosa là một loài bướm đêm trong họ Geometridae.